# Посад (Архангельська область)
Посад (рос. Посад) — присілок в Онезькому районі Архангельської області Російської Федерації.
Населення становить 142 особи. Входить до складу муніципального утворення Чекуєвське поселення.

## Історія
Від 2004 року входить до складу муніципального утворення Чекуєвське поселення.

## Населення
| 2002 | 2010 | 2012 |
| ---- | ---- | ---- |
| 183  | ↘119 | ↗142 |